# I'm Still Here (Jim's Theme)
I'm Still Here è una canzone scritta da John Rzeznik, leader dei Goo Goo Dolls, per il film Il pianeta del tesoro della Disney e pubblicata nel 2002.
Rzeznik fu scelto per scrivere la canzone poiché per lui «fu facile identificarsi con Jim [...] Mi sentivo molto così quando avevo la sua età».

## Tracce
1. I'm Still Here - 4:12

## Video
Per la canzone è stata realizzato un video che segue le vicende di un ragazzo accompagnato dallo stesso John Rzeznik; i due scappano sul pianeta del tesoro dai cattivi del film e dalla distruzione del pianeta stesso.

## Classifiche
| Classifica               | Posizione |
| ------------------------ | --------- |
| U.S. Adult Top 40        | 10        |
| U.S. Hot 100 Airplay     | 16        |
| U.S. Top 40 Tracks       | 38        |
| U.S. Radio & Records Pop | 43        |

## Versione italiana
La canzone è stata adattata in italiano dagli 883 con il titolo Ci sono anch'io, per essere inserita nella colonna sonora della versione italiana di Il pianeta del tesoro. È stata successivamente inclusa nella raccolta Love/Life del gruppo.